# El despertar (Avatar: La Leyenda de Aang)
El despertar es el cuadragésimo primer episodio de la serie animada de televisión Avatar: la leyenda de Aang y el primer capítulo de la tercera temporada.

## Sinopsis
Aang despierta algo confundido porque no sabe dónde se encuentra. Mira a su alrededor y entonces descubre que está en una nave de la Armada de la Nación del Fuego. Él empieza a explorar y entonces ve a dos guardias - quienes realmente son Pipsqueak y el duque (amigos de Jet). Asustado piensa que ha sido capturado, e intenta escapar, pero se cae al salir a la cubierta del barco, porque tiene una lesión en el pie.
Al levantar la mirada observa que Momo está con dos personas más que le dan de comer. Entonces Katara lo ve y se alegra que esté por fin despertó. Agobiado por esta situación, él se desmaya. La escena cambia al Príncipe Zuko mirando la Luna, Mai se le acerca y le pregunta si tiene frío a lo que él contesta que ha pasado mucho tiempo desde que se fue de casa y como han cambiado las cosas, a ella no le interesa eso solo le había preguntado si tenía frío. Se le acerca y lo besa. De vuelta con Aang, cuando despierta, Katara le cuenta que le creció pelo y Aang se altera, luego aparece el papá de Katara y Sokka, Katara muestra enojo a su padre pero ella le dice a Aang que no está enojada con él. En la Nación del Fuego, Li y Lo, las maestras de Azula, cuentan a los ejércitos congregados sobre la captura de Ba Sing Se que fue de un solo golpe, así como el retorno de Príncipe Zuko y la muerte del Avatar. Ellos explican cómo Azula le dijo a los Dai Lee que derrumbaran una sección del muro para permitir que el ejército de la Nación del Fuego entrara en la ciudad. Ambos Azula, y Zuko se acercan mientras el ejército los saluda. 
Sokka le cuenta a Aang cómo ellos habían vuelto a la Bahía Camaleón después de que Aang fue herido. Ellos fueron con su padre, y de cómo capturaron una nave de la Nación del Fuego. Hakoda saluda Aang y le dice que aunque la Nación del Fuego ha capturado Ba Sing Se, ellos todavía proseguirían con el plan para invadir la Nación del Fuego en el día del eclipse solar. Katara lo corrige diciendo que es el plan de Sokka, en un tono encolerizado. Aang empieza a sentirse mal y vuelve a su cuarto con Katara para que ella le cure su herida. Mientras ella lo está curando, Aang empieza a recordar la batalla en Ba Sing Se y comprende que ha fallado en su misión de Avatar. Ellos regresan de nuevo afuera en el día, y Sokka explica que el Rey del Reino Tierra y Bosco el oso han decidido vivir fuera viajando por el salvaje mundo. Él menciona que ellos han cruzado el Paso de la Serpiente hace pocos días. Él también menciona qué aunque sus fuerzas están disminuidas para la invasión ya no tienen el apoyo del ejército del Reino Tierra, ellos tienen una ventaja clara el mundo cree que el Avatar está muerto. Aang no toma esto con gusto, pues pensarán que él como Avatar falló. Aang y los otros se encuentran con una nave de Nación del Fuego real. Mientras los otros se disfrazan, Hakoda y Bato intentan hablar con ellos para que se vayan, diciendo que ellos estaban entregando la carga del Este. El Capitán de la nave verdadera les dice que deberían ir al oeste para ayudar con la conquista, se irrita y entonces los falsos soldados le dicen que llevan cargamento y que fueron órdenes, y que la próxima vez enviarán dos aves mensajeras para asegurar que el mensaje llegue. Entonces el capitán se da la vuelta y uno de los soldados reales le dice entonces al Capitán que el Almirante Cheng fue relevado hace dos meses y regreso a la Isla de Ascua. El Capitán decide permitirles salir por el momento, pero hundirán la nave después. Sin embargo, la charla del Capitán es escuchada por Toph. Toph quita el puente que conecta las dos naves con Metal control y el Capitán y sus hombres caen de la nave. Katara usa su Agua control para crear una ola gigante. La nave de la Nación del Fuego comienza la persecución del "falso barco de la nación del fuego", lanzando proyectiles mientras Toph ataca con los discos de piedra. Durante la conmoción, Aang se enfada porque él no puede luchar ya que necesitan que el mundo crea que está muerto. Sokka lo tranquiliza y lo invita a esconderse. De mala suerte la serpiente del Paso de la Serpiente llega, pero los ataques de la Nave de la Nación del Fuego le pega por accidente. Los héroes escapan con la Serpiente que se enrolla alrededor de la nave enemiga.
La escena cambia con Zuko en el palacio, mientras está alimentando a las Tortuga-patos como hizo hace seis años con su madre hasta que Azula camina hacia él preguntando por qué parece tan deprimido. Zuko le dice que él no quiere ver a su padre todavía, ya que él no capturó al Avatar. Azula le asegura que está bien, el Señor del fuego no se debe preocupar porque se supone que el Avatar está muerto. Ella le pregunta entonces si él piensa que él Avatar no está muerto. Zuko recuerda el agua del oasis del espíritu que Katara le había mostrado y dice que es imposible que el Avatar esté vivo. Azula le lanza una mirada sospechosa y le dice que su padre quiere verlo. El Señor del fuego Ozai (con su cara finalmente revelada) felicita a su hijo por un trabajo bien hecho e incluso menciona que él se siente orgulloso que Zuko mostró su ferocidad cuando mató al Avatar. Zuko le pregunta que cómo sabe esto, su padre responde que Azula le dijo. Después, Zuko confronta a Azula que está en su cama preguntando y por qué ella dijo que él mató al Avatar en lugar de decir que ella lo hizo. Ella contesta que ella quiso hacerlo, se siente bien permitirle tener alguna gloria. Ella también agrega que si por alguna oportunidad, el Avatar está vivo, entonces Zuko enfrentará la ira del Señor del fuego, esencialmente Zuko comprende que ella lo convirtió en una víctima apropiada. 
Habiendo atracado en un puerto, por la vergüenza de Aang porque todos piensan que él está muerto, que él no detuvo la invasión a Ba Sing Se. Él sale volando con su planeador, mientras espera infiltrarse a la Nación del Fuego solo, incluso pasa un bloqueo. Una tormenta lo recoge y él usa un leño en él agua combinada con su planeador para hacer un surfer. Katara vuelve al cuarto de Aang. Después de no encontrarlo, ella corre a decirle a su padre que Aang ha escapado para luchar solo y cómo ella se siente sobre la situación total de la guerra, mientras le cuenta como extrañaba a su padre. Hakoda la conforta. Entretanto, la tormenta se pone más intensa, Aang pierde su planeador. Aang se siente entonces como un fracasado, pensando que él no sobrevivirá a la tormenta, pero Roku aparece y le dice que Aang heredo sus problemas y Yue aparece para decirle que él puede, animándolo para que no se rindiera, ambos se van. Aang hace una ola gigante (similar al usado por el Avatar Kuruk en" El Estado Avatar"), llega a la isla Creciente dónde estaba el templo del Avatar Roku luego sus amigos lo encuentran. Ellos le dicen que están uniéndose con los guerreros de la Tribu Agua y le dice que ellos piensan viajar con él, todavía necesitan encontrar a un maestro Fuego para él. Toph encuentra su planeador, roto y se lo entrega a Aang. Él decide que si quiere mantener el elemento sorpresa, el mundo tendrá que pensar que él está muerto. Él recoge su planeador y lo pone en una roca volcánica donde se quema.
- Datos: Q17994275